# 森本麻衣
森本 麻衣（もりもと まい、1984年10月16日 - ）は、日本のピアノ奏者。愛媛県松山市出身。

## 人物・略歴
愛媛大学附属教育学部附属幼稚園、愛媛大学教育学部附属小学校、愛媛大学教育学部附属中学校愛媛県立松山東高等学校普通科、東京藝術大学音楽学部ピアノ科卒業。
2010年に東京芸術大学大学院を休学し、ドイツ国立ミュンヘン音楽・演劇大学大学院に留学。世界的ピアニスト、ゲルハルト・オピッツの門下生として研鑽を積み中間演奏試験、卒業演奏試験ともに高得点を得て卒業した。
2013年3月、東京芸術大学大学院音楽研究科修士課程器楽科修了。「リストのハンガリー狂詩曲への一考察」と題し修士論文を執筆。
コンサートでは、聴衆とのコミュニケーションを大事にしており、トークを交えながらの演奏スタイルを好んでいる。
ピティナ正会員

## 受賞
- 第3回ロケッタ市国際ピアノコンクール 第1位受賞[3]
- 第1回マデージモ国際ピアノコンクール 第1位受賞[3]
- 東京藝術大学音楽学部附属音楽高等学校非常勤講師[3]

## 師事
- これまでに、ピアノを森山伸、大空佳穂理、高野輝子、御木本澄子、播本枝未子、岡田敦子、ガブリエル・タッキーノ、ゲルハルト・オピッツ、角野裕らに師事（順不同）。また、音楽理論ソルフェージュを土田英介に師事。

## テレビ
- 関ジャニ∞のTheモーツァルト ピアノ王No.1決定戦 (2016年9月30日) 第3回「ピアノ王」[3]

## 雑誌
- 連載「ピアニスト道」(月刊Piano 2021年3月号 - )[7]